# Fotostrip
Een fotostrip is een beeldverhaal of strip, waarbij de panelen niet getekend maar gefotografeerd zijn. De uitspraken van de hoofdpersonen worden in tekstballonnen in de foto's afgebeeld, waarmee de fotostrip zich onderscheidt van de fotoroman. Ook geluiden of visuele effecten worden vaak weergegeven op dezelfde wijze als in een strip. De verhaallijnen van fotostrips zijn meestal meer gericht op de ontwikkeling van de relaties tussen de personages en hun onderlinge interacties dan op externe ontwikkelingen.

## Voorbeelden van fotostrips
- 3hoog, dat al sinds enige jaren achter op het universiteitsblad van de Universiteit Utrecht prijkt.
- De hete Urbanus
- Ype door Ype Driessen
- Mannetje & Mannetje door Hanco Kolk en Peter de Wit